# Électrode : Martial Solal joue Michel Magne
Albums par Michel Magne
Les Plus Belles Mélodies du Brésil
(1963) Les Plus Belles Musiques de films de Michel Magne, volume 1
(1976)
Albums par Martial Solal
Fafasifa
(1968) European Episode
(1968)
Électrode est un album du compositeur français Michel Magne avec le trio du pianiste de jazz Martial Solal publié en 1968 chez Ducretet Thomson.

## À propos de l'album
Michel Magne est un compositeur principalement connu pour ses musiques de film (Les Tontons flingueurs, Les Barbouzes, Un singe en hiver…) Le pianiste de jazz Martial Solal a également composé plusieurs musiques de film (À bout de souffle, Le Testament d'Orphée, Léon Morin, prêtre…).
La musique composée ici par Michel Magne, cinématographique, pleine de ruptures, de surprises, de changements de ton et de style, évoque un polar français des années 1960. Magne explique que le trio de Solal est soliste de l'orchestre.

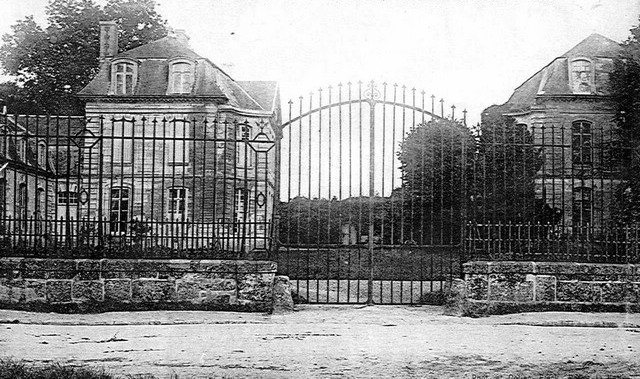
Le Château d'Hérouville, où a été enregistré l'album.

L'album se divise en deux parties. Sur la première face (piste 1 à 3), le trio joue avec un sextet à cordes et un sextet composé de flûte, hautbois, clarinette, basson, cor et tuba. L'écriture est horizontale, utilisant contrepoint et canon. Sur la deuxième face, on entend 5 saxophones et 4 flûtes, dans une « écriture verticale d'esprit tachiste ».
L'album est enregistré au Château d'Hérouville, dans lequel Magne a construit un immense studio d'enregistrement, avec un orchestre à demeure.
C'est le premier travail d'orchestrateur de Jean-Claude Vannier, alors âgé de 23 ans,. On y décèle la patte pop qui annonce on travail pour Serge Gainsbourg ou Brigitte Fontaine, ainsi que les cordes ethniques qui lui ont été inspirées par son travail en studio avec des musiciens algériens.
La musique peut évoquer le duo Don Cherry et Ronald Frangipane pour La Montagne sacrée d'Alejandro Jodorowsky,.

## Pistes
Toute la musique est composée par Michel Magne.
| No | Titre           | Durée |
| -- | --------------- | ----- |
| 1. | Électrodes      | 6:40  |
| 2. | Organique       | 5:25  |
| 3. | Clair-obscur    | 7:00  |
| 4. | Air liquide     | 4:20  |
| 5. | Rose des vents  | 6:25  |
| 6. | Poignée de ciel | 4:40  |

## Musiciens
- Martial Solal : piano
- Gilbert Rovère : contrebasse
- Charles Bellonzi : batterie
- Michel Magne : composition, direction d'orchestre
- Jean-Claude Vannier : assistant musical[1] (arrangeur)